# Schlacht bei Guadalajara
Gijón –
Oviedo –
Alcázar von Toledo –
Mérida –
Badajoz –
Guipúzcoa –
Mallorca –
Sierra Guadalupe –
Talavera de la Reina –
Madrid –
Straße nach Coruña –
Málaga –
Jarama –
Guadalajara –
Krieg im Norden (Durango, Guernica, Santander) –
Brunete –
Belchite –
Teruel –
Cabo de Palos –
Aragon –
Ebro –
Katalonien

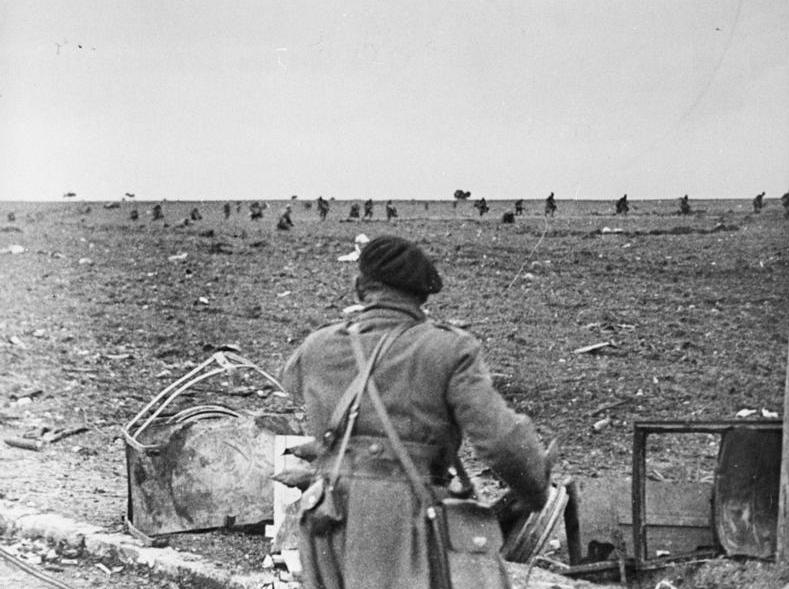
Schlacht von Guadalajara

Die Schlacht von Guadalajara fand vom 8. März bis zum 23. März 1937 während des Spanischen Bürgerkriegs bei Guadalajara, 50 Kilometer östlich Madrids, statt. Auf Seite der Nationalisten stand der italienische Freiwilligenverband Corpo Truppe Volontarie der republikanischen Volksarmee sowie Internationalen Brigaden gegenüber.

## Ausgangslage

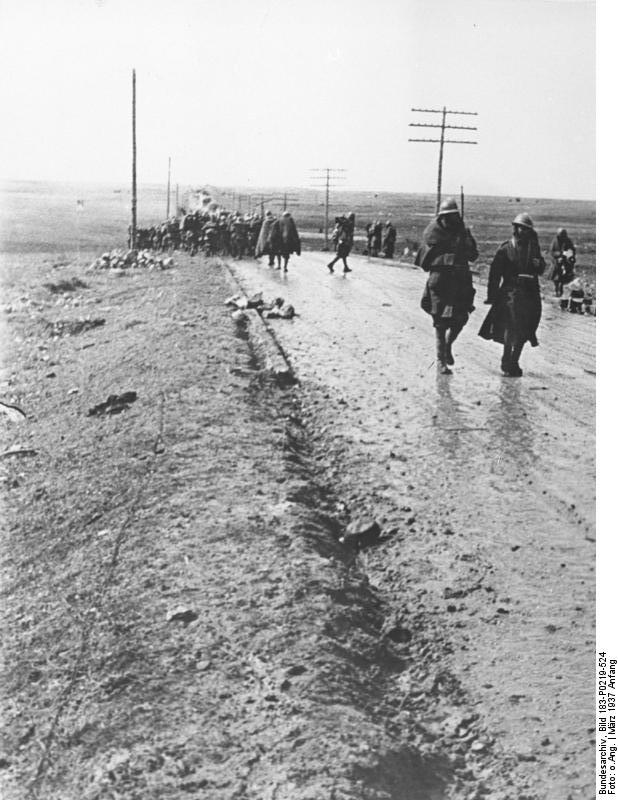
Anfang März 1937 begann die große Offensive der faschistischen Franco-Truppen auf Guadalajara

### Planung
Nach dem Zusammenbruch der dritten nationalistischen Offensive auf Madrid entschloss sich General Franco zu einem vierten Versuch, um den Belagerungsring um die Hauptstadt zu schließen. Obwohl die Nationalisten in der Schlacht am Jarama siegreich waren, hatten sie nicht die Kraft, ihren Erfolg militärisch auszunutzen. Die Italiener waren jedoch überzeugt, dass sie nach der Eroberung von Málaga (→ Schlacht von Málaga) und den schweren Verlusten der Republikaner am Jarama einen leichten Sieg erringen würden. Die Offensive erfolgte auf direkten Befehl von Benito Mussolini.
Der italienische General Mario Roatta hatte den Plan, dass seine Truppen die Verteidiger von Madrid aus dem Nordwesten her umfassen sollten. Danach sollten sie sich mit den nationalistischen Truppen der Einheit „Madrid“ am Fluss Jarama vereinen und den Angriff auf Madrid selber beginnen. Die spanische Division „Soria“ sollte sich als Reserve bereithalten, griff aber in den ersten fünf Tagen der Kämpfe nicht ein.

### Truppen

#### Nationalisten
Die Nationalisten boten für ihre Offensive 35.000 Mann, 222 Geschütze, 108 Tanketten der Typen L3/33 und L3/35, 32 gepanzerte Fahrzeuge, 3.685 Kraftfahrzeuge und 60 Fiat CR.32 Jagdflugzeuge auf.

#### Republikaner
Die Republikaner hatten in der Gegend nur die 12. Division der republikanischen Armee unter Oberst Lacalle stationiert. Er befehligte 10.000 Soldaten, die nur 5.900 Gewehre zur Verfügung hatten, 85 Maschinengewehre und 15 Artilleriegeschütze. Zur Verstärkung erhielt Oberst Lacalle eine Kompanie T-26 Panzer. 
Es gab keine militärischen Bauten in der Region, da der republikanische Generalstab davon ausging, dass der nächste Angriff aus dem Süden käme.

## Angriff
Der Hauptangriff wurde von den Italienern ausgeführt und sollte zuerst über den 25 km langen Pass bei Guadalajara-Alcalá de Henares führen. Dieses Gebiet war ideal für eine Offensive, da fünf gut ausgebaute Straßen durch die Region verliefen. Drei weitere Straßen führten nach Guadalajara und eröffneten die Möglichkeit, auch diese Stadt zu erobern. 

### 8. März
Nach einem halbstündigen Beschuss der republikanischen Stellungen durch Artillerie und Flieger begannen die Italiener, auf die 50. republikanische Brigade vorzurücken. Mit Hilfe der Panzer brachen sie durch die republikanischen Stellungen. Danach verlangsamte sich der Vormarsch auf Grund Nebels, der die Sichtweite auf unter 100 m sinken ließ. Die Italiener machten an diesem Tag Gebietsgewinne von etwa 10 bis 12 km und nahmen die Städte Mirabueno, Alaminos und Castejon ein. Die sich zurückziehenden Republikaner forderten in ihrem Hauptquartier Infanterieverstärkung und die bereitstehende Panzerkompanie an.

### 9. März

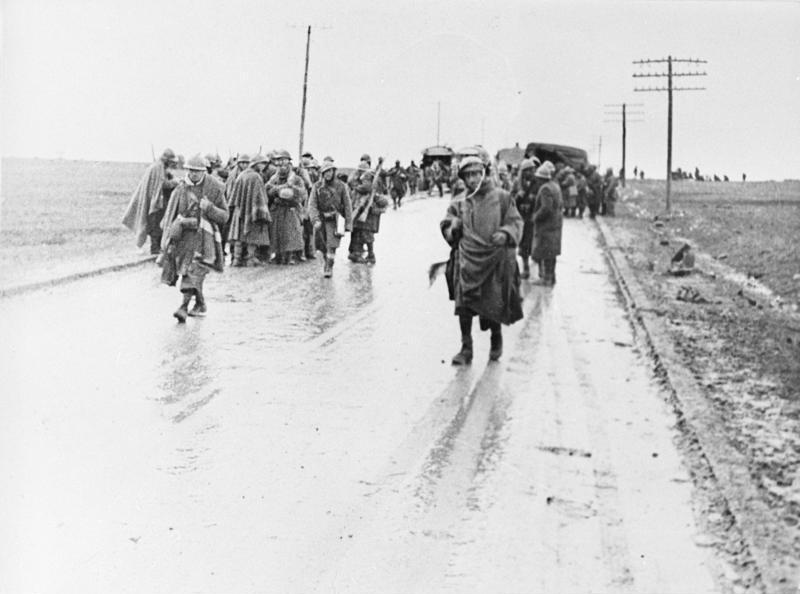
Franco-Truppen auf der Straße Madrid-Saragossa

Die Italiener setzten ihre Angriffe auf die republikanischen Stellungen fort. Der Hauptangriff wurde erneut von den Panzern geführt, blieb aber rasch stecken, da die Wetterverhältnisse erneut sehr schlecht waren.
Die 50. republikanische Brigade konnte sich kampflos absetzen. Um die Mittagszeit wurde die italienische Offensive plötzlich von Bataillonen der XI. Internationalen Brigade und zwei Artilleriegeschützen zurückgeschlagen. Beteiligt waren dabei das Thälmann-Bataillon, das Edgar-André-Bataillon und das Bataillon „Commune de Paris“. Es gelang den Italienern trotzdem, an diesem Tag weitere 15 bis 18 km Terrain zu gewinnen und die Städte Almadrones, Cogollor und Masegoso zu erobern. Am Abend erreichten die ersten italienischen Verbände den Stadtrand von Brihuega, wo sie eine Pause einlegten.
Am Ende des Tages trafen auf republikanischer Seite Verstärkung ein und Oberst Enrique Jurado erhielt den Befehl, das IV. Korps mit Lísters 11. Division in der Mitte bei der Straße Madrid-Saragossa zu verstärken. Bei Torija schützte die 12. Division die linke Flanke und die 14. Division die rechte Flanke.

### 10. März
Die Republikaner erhielten erneut Verstärkung durch die XII. Internationale Brigade (Jarosław Dabrowski Bataillon und das Garibaldi-Bataillon), drei Artillerieeinheiten und eine kleine Panzerabteilung. Damit verfügten sie nun über 4.350 Soldaten, 8 Mörser, 16 Artilleriegeschütze und 26 leichte Panzer.
Am Morgen begannen die Italiener die Stellungen der XI. Internationalen Brigade unter schweres Flieger- und Artilleriefeuer zu nehmen und griffen diese danach ohne Erfolg an. 
Zu diesem Zeitpunkt verfügten die Italiener über 26.000 Soldaten, 900 Maschinengewehre, 130 Panzer und eine große Anzahl Artillerie. Es gelang ihnen die Städte Miralrio und Brihuega einzunehmen.
Während des ganzen Nachmittags griffen die Italiener erfolglos die Stellungen der XI. und XII. Internationalen Brigaden an. Bei Torija trafen die Italiener des Garibaldi-Bataillons und des Corpo Truppe Volontarie zusammen und man versuchte die faschistischen Soldaten zum Überlaufen zu bewegen. Gegen Abend flauten die Angriffe ab und die Italiener gruben sich ein.

### 11. März
Die Italiener begannen, die XI. und XII. Internationale Brigade aus ihren Stellungen zu drängen, so dass diese gezwungen waren, sich entlang der Hauptstraße zurückzuziehen. Der italienische Vorstoß wurde etwa 3 km vor der Torija gestoppt. Am gleichen Tag eroberte die nationalistische Division „Soria“ die Städte Hita und Torre del Burgo.

## Republikanische Gegenangriffe

### 12. März
Die republikanischen Kräfte unter Líster reorganisierten sich bis zum Morgen und begannen gegen Mittag mit einem Gegenangriff. Fast 100 Chato- und Rata-Kampfflugzeuge und zwei Staffeln Tupolew SB-2 Bomber wurden am Flughafen Albacete, der mit einer Betonlandepiste ausgestattet war, bereitgestellt. Auf der Gegenseite konnte die nationalistische Luftwaffe auf Grund der auf ihren Flugplätzen überfluteten Pisten nicht starten. 
Nach einem Bombardement der italienischen Stellungen griff die republikanische Infanterie, unterstützt durch T-26 und BT-5 Panzer, die italienischen Stellungen an. Mehrere italienische Panzer gingen verloren, als General Several während des Gefechts versuchte, die Stellungen der Einheiten im schlammigen Terrain zu wechseln. Die italienischen Panzer blieben stecken und wurden somit ein leichtes Ziel. Die republikanischen Truppen erreichten mit ihrem Vorstoß Trijueque und auch der italienische Gegenangriff konnte sie nicht zurückdrängen.

### 13. März
Der republikanische Angriff auf Trijueque, Casa del Cabo, und Palacio de Ibarra war größtenteils erfolgreich. Die 11. republikanische Division unter Líster und alle gepanzerten Einheiten rückten entlang der Straße nach Saragossa vor, während die 14. Division unter Mera den Fluss Tajuña überqueren und Brihuega angreifen sollten. Die Italiener wurden vom spanischen Oberst Colonel Barroso gewarnt, dass die Republikaner so vorrücken würden, ignorierten dies jedoch.  

### 14. bis 17. März
Am 14. März legten die meisten republikanischen Infanterieeinheiten eine Pause ein, während ihre Luftwaffe Angriffe flog. Es gelang den Internationalen Brigaden den Palacio de Ibarra einzunehmen. In den folgenden Tagen regruppierten sich die republikanischen Einheiten. 
Die republikanischen Streitkräfte bestanden nun aus 20.000 Soldaten, 17 Mörser, 28 Kanonen, 60 leichten Panzern und 70 Flugzeugen.
Die italienischen und nationalistischen Streitkräfte bestanden aus 45.000 Soldaten, 70 Mörsern, 200 Kanonen, 80 leichten Panzern und 50 Flugzeugen.

### 18. März
Am Morgen führte Cipriano Mera die 14. Division über eine Pontonbrücke über den Fluss Tajuña. Der Vormarsch wurde von einer dichten Wolkendecke geschützt, aber das Wetter verzögerte auch das Vorrücken. Gegen Mittag verbesserte sich die Wetterlage so weit, dass die republikanische Luftwaffe zum Einsatz kommen konnte. 
Um 13.30 gab Jurado den Befehl zum Angriff. Lísters Angriff wurde von der italienischen Littorio-Division verlangsamt. Es gelang der 14. Division fast Brihuega einzukreisen und die Italiener mussten sich fluchtartig zurückziehen. Die verbleibenden italienischen Soldaten wurden von der XI. Internationalen Brigade vernichtet. Ein italienischer Gegenangriff schlug fehl. Die Littorio-Division rettete die Italiener vor einer Katastrophe und es gelang ihnen, sich geordnet zurückzuziehen.

### 19. bis 23. März
Die Republikaner eroberten die Städte Gajanejos und Villaviciosa de Tajuña. Ihr Angriff kam schlussendlich auf der Linie Valdearenas-Ledanca-Hontanares zum Stehen, da Franco Reserveeinheiten geschickt hatte, welche eine Verteidigungslinie zwischen Ledanca und Hontanares errichteten.

## Folgen
Die Schlacht von Guadalajara war der letzte größere republikanische Sieg und half die Moral der Truppen zu heben. Sie erbeuten eine große Menge dringend benötigtes Kriegsmaterial (35 Artilleriegeschütze, 85 Maschinengewehre und 67 Fahrzeuge). Die Italiener verloren etwa 6.000 Mann und eine große Anzahl Panzer und Flugzeuge. Die Verluste der Truppen Francos waren unbedeutend.
Der republikanische Sieg verhinderte die Umschließung Madrids und zerstörte die Hoffnungen Francos, der Republik durch die Einnahme Madrids den finalen Schlag zu versetzen. 
Franco entschied sich nun für eine neue Strategie und konzentrierte seine militärischen Anstrengungen auf den Norden (siehe dazu Krieg im Norden).
Mehr als alles andere war Guadalajara ein schwerer Rückschlag für die italienische Moral und eine persönliche Niederlage Benito Mussolinis, da er sich persönlich für den Einsatz der Italiener in Guadalajara eingesetzt hatte. 
Das allgemein schlechte Abschneiden der italienischen Armee brachte Franco dazu, das italienische Korps aufzulösen und die verschiedenen Abteilungen in spanische Einheiten zu integrieren. 
Die taktischen Schlussfolgerungen aus der Schlacht waren unterschiedlich. Der französische Generalstab sah den Grund des Scheiterns der italienischen Offensive darin, dass massive Vorstöße von gepanzerten Einheiten gegen entschlossene Verteidigung durch Infanterie zum Scheitern verurteilt waren. Die Franzosen sahen die gepanzerten Einheiten nicht als entscheidendes Mittel in einer modernen Kriegsführung an. 
Der deutsche Generalstab hingegen sah das Scheitern der Italiener vor allem in deren Inkompetenz und nicht in der Tatsache, dass die gepanzerten Einheiten gegen Infanterie antreten mussten. Die italienischen Fahrzeuge waren von schlechter Qualität und der Führung mangelte es am Willen, den Angriff bis zum Ende durchzuführen, wie dies später die Deutschen mit ihrer Blitzkriegtaktik vorführten.